# Melaleuceae
Melaleuceae é uma tribo pertencente à família das mirtáceas. Tem os seguintes géneros:

## Géneros
- Beaufortia R.Br.
- Callistemon R.Br.
- Calothamnus Labill.
- Conothamnus Lindl.
- Eremaea Lindl.
- Lamarchea Gaudich.
- Melaleuca L.
- Petraeomyrtus Craven
- Phymatocarpus F.Muell.
- Regelia Schauer